# Gare de Zalaszentlőrinc
La gare de Zalaszentlőrinc (en hongrois : Zalaszentlőrinc vasútállomás) est une halte ferroviaire hongroise, située à Zalaszentlőrinc.